# 韋費特·沙夏
达泽·威尔弗里德·阿梅尔·扎哈（法語：Dazet Wilfried Armel Zaha；1992年10月11日—）是一名科特迪瓦職業足球員，司職前鋒，出身水晶宮青訓系統，目前由土耳其足球超级联赛球會加拉塔沙雷外借至美職聯夏洛特，他亦是科特迪瓦國家足球隊成員。

## 生平

### 球會
2009/10年球季末沙夏成功奠定其在水晶宮預備隊的席位，並於2010年3月27日主場對卡迪夫城獲派為一隊後補上陣10分鐘。
2010/11年球季揭幕戰主場對莱斯特城，年僅17歲的沙夏正選登場並先拔頭籌，協助球隊以3-2旗開得勝，並於2010年11月簽訂四年半新約。自此一直穩定地在一隊取得上陣機會，首個完整球季在各項賽事合共上陣44場，其中27場正選上陣。
2011月12月19日沙夏與水晶宮簽署長達五年半的新約。英超球會保頓於2012年1月轉會窗曾出價700萬英鎊求購沙夏不果。
2013年1月25日沙夏與英超班霸曼聯達成協議，通過體檢並簽署長達五年半的合約，曼聯即付1,000萬英鎊轉會費，另加附帶條款的500萬英鎊，同時立即外借回水晶宮效力至季尾，7月正式加盟曼聯。
沙夏當年是費格遜在曼聯最後一個收購，之後到莫耶斯上任領隊，他一直得不到機會，最終於2015年2月正式轉會重返水晶宮。

### 國家隊
於沙夏首季晉身水晶宮一隊後，獲英格蘭U19徵召在2011年2月友賽德國。翌年2月15日皮雅斯將沙夏提升上英格蘭U21，並於2月29日在2013年歐洲U-21足球錦標賽外圍賽4-0擊敗比利時首次上陣，助攻予隊友亨利·兰斯伯里射入己隊的第三球。
2012年11月，鶴臣將沙夏提升上英格蘭足球代表隊，並於11月14日友賽瑞典首次上陣。後因缺乏上陣機會，2017年開始轉籍代表象牙海岸國家隊上陣。

## 榮譽

### 球會
水晶宮
- 英格蘭足球冠軍聯賽附加賽冠軍 : 2013年

 曼聯
- 英格蘭社區盾 : 2013

### 個人
- 水晶宮年度最佳球員：2015–16、2016–17、2017–18賽季

## 外部連結
- 足球数据库：韋費特·沙夏的球员统计数据
- 水晶宮官網簡歷